# 대장장이

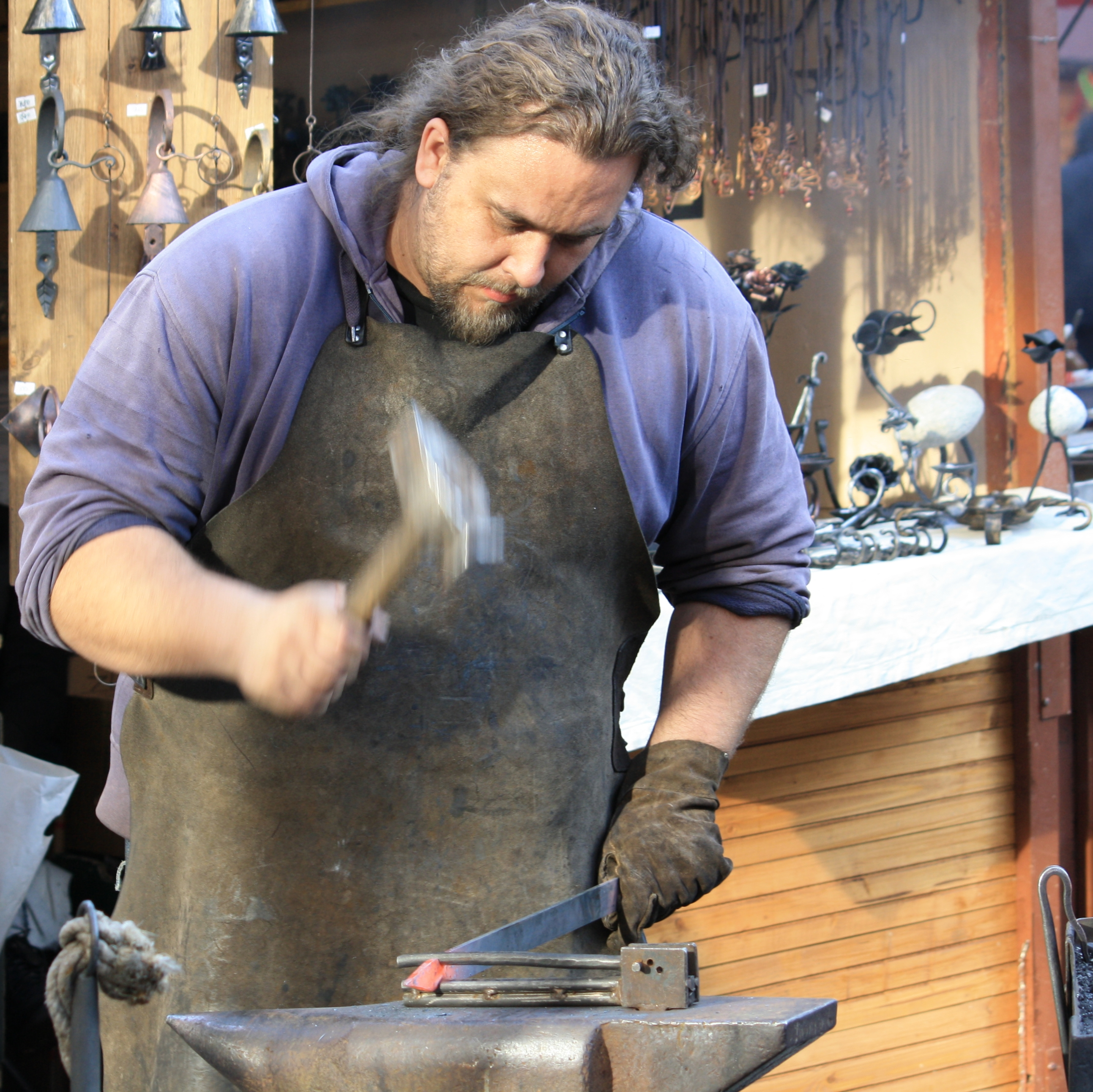
일을 하고 있는 대장장이.

대장장이는 망치, 가위 따위로 금속을 단조하여 강이나 철로부터 물건을 만들어내는 사람이다. 대장장이는 연철문, 석쇠, 난간, 가벼운 정착물, 가구, 조각품, 공구, 농기구, 장식 물품, 종교에 쓰이는 물건, 요리기구, 말굽의 편자, 무기 등을 만든다.

## 용어
대장, 야장(冶匠), 철장(鐵匠), 야공(冶工),단야(鍛冶), 단야공(鍛冶工), 철공(鐵工)이라고도 한다. 이 밖에도 대장쟁이<방[전북]>, 대정<방[전북]>, 불무쟁이<방[경북]>, 대정쟁이<방[경상.제주]>; 불미쟁이<방[경상, 제주]>, 딱쇠<방[경남]>, 팬수<방[경남]>, 성냥쟁이<방[전라.경남]> 등의 용어도 쓰인다.
대한민국에서는 "대장쟁이"를 잘못된 표현으로 삼고 있으며 조선민주주의인민공화국에서는 "대장장이"를 얕잡아 "대장쟁이"로 부른다.

## 같이 보기
- 은장이